# Stolpersteine in Österreich

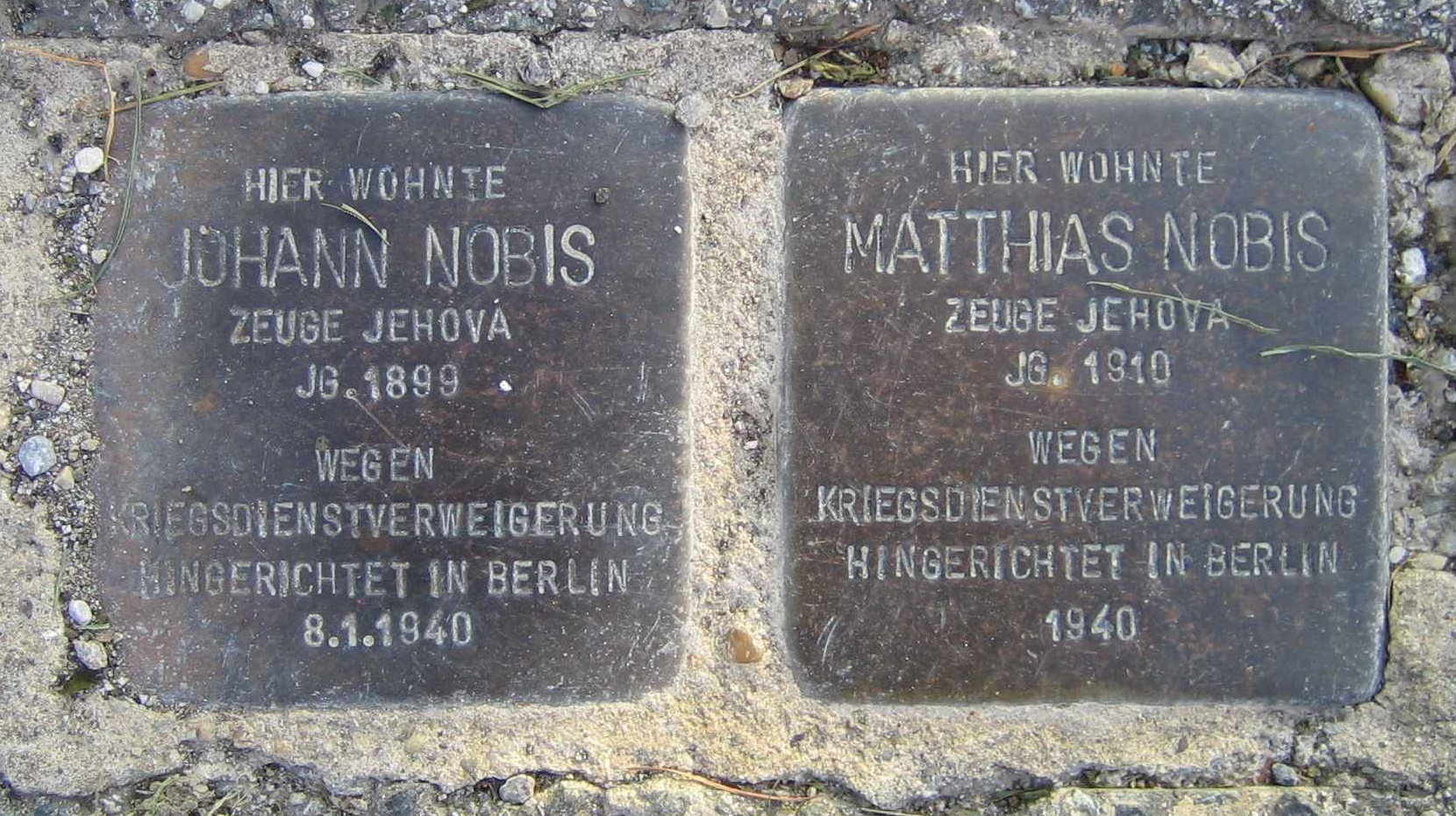
Die ersten in Österreich verlegten Stolpersteine von Gunter Demnig, Sankt Georgen bei Salzburg 1997

Die Stolper-, Gedenk- und Erinnerungssteine in Österreich werden einerseits durch den Künstler Gunter Demnig, andererseits durch fünf Wiener Initiativen und eine aus St. Pölten gefertigt und verlegt.

## Konzept
Die überwiegend in Gehsteigen eingelassenen, in Wien auch an Hausfassaden angebrachten Gedenktafeln erinnern an „mindestens 110.000 Österreicher und Österreicherinnen“, die „der Verfolgung durch das nationalsozialistische Regime zum Opfer“ fielen – sie wurden als Juden, als Roma und Sinti, als Homosexuelle oder aufgrund ihrer geistigen oder körperlichen Behinderungen ermordet, „sie starben wegen ihrer Widerstandsaktivitäten oder weil sie den Normen des NS-Staates nicht entsprachen“.
Demnigs Stolpersteine wurden bislang in sieben Bundesländern verlegt, erstmals 1997 auf Initiative von Andreas Maislinger in Sankt Georgen bei Salzburg. Der damalige Bürgermeister von St. Georgen, Friedrich Amerhauser, war der erste Bürgermeister weltweit, der eine behördliche Genehmigung für die Verlegung von Stolpersteinen ausstellte.
Bislang hat Gunter Demnig in sieben österreichischen Bundesländern Stolpersteine verlegt:

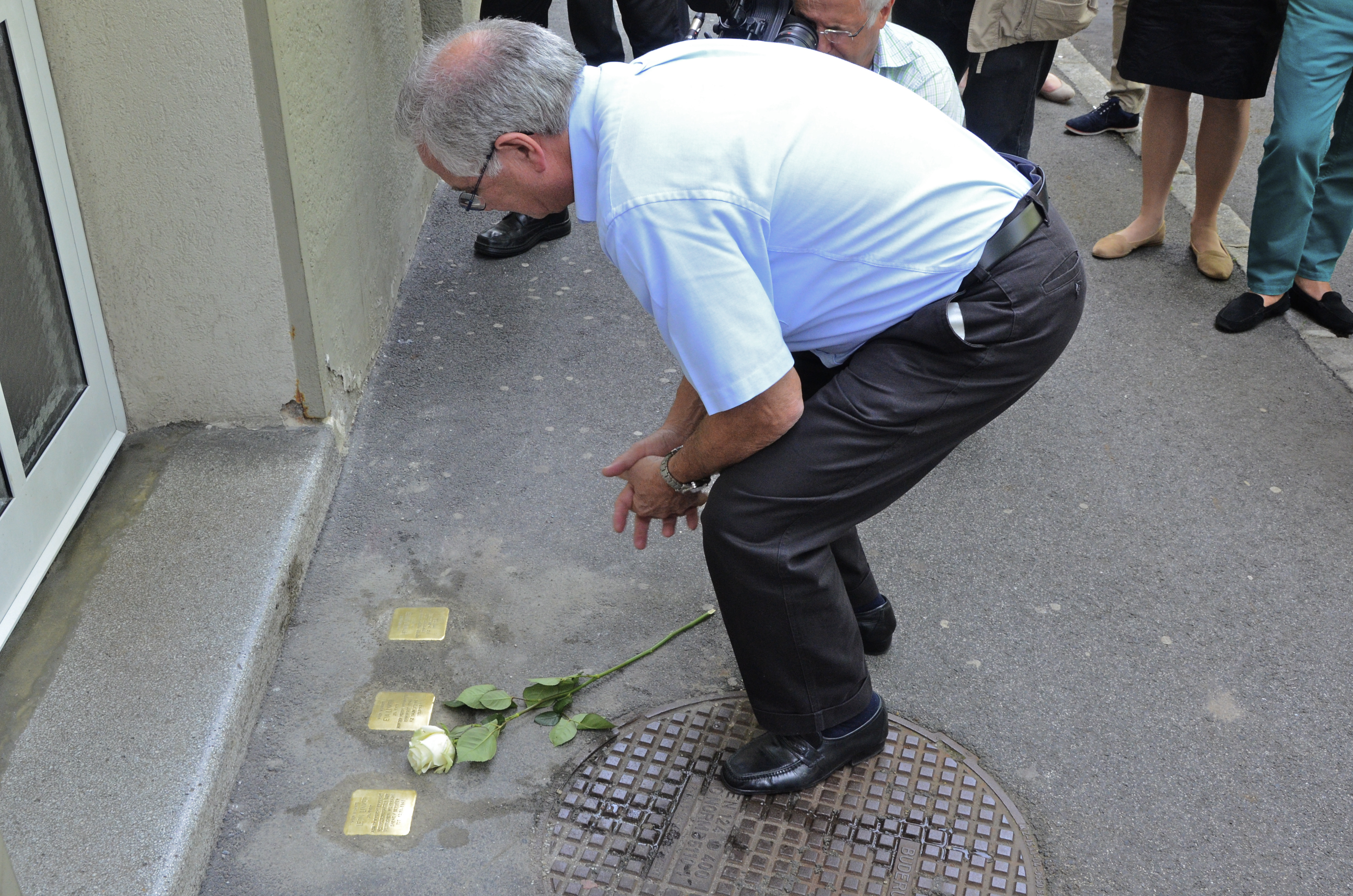
Kärnten 24 Stolpersteine
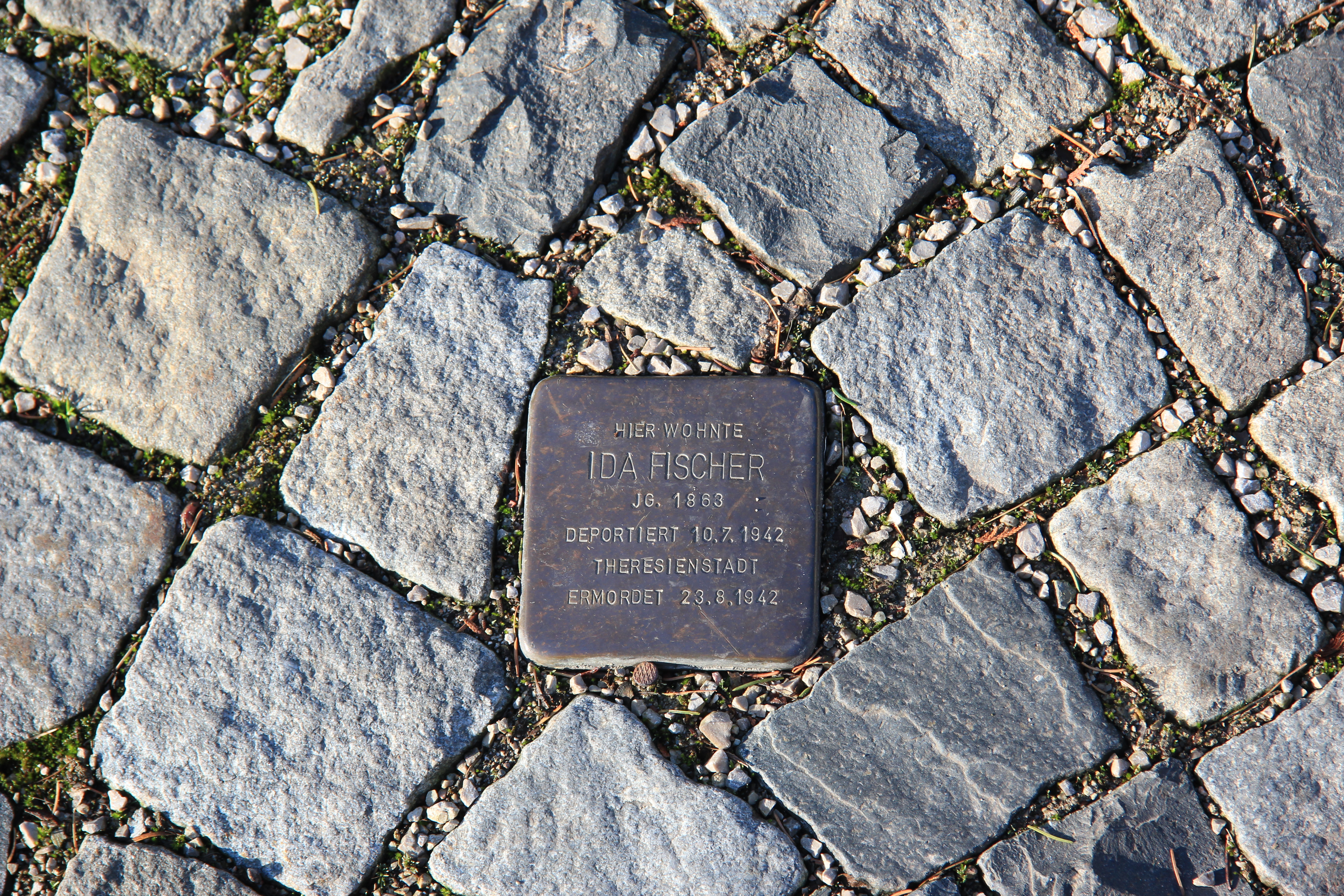
Niederösterreich mind. 171 Stolpersteine
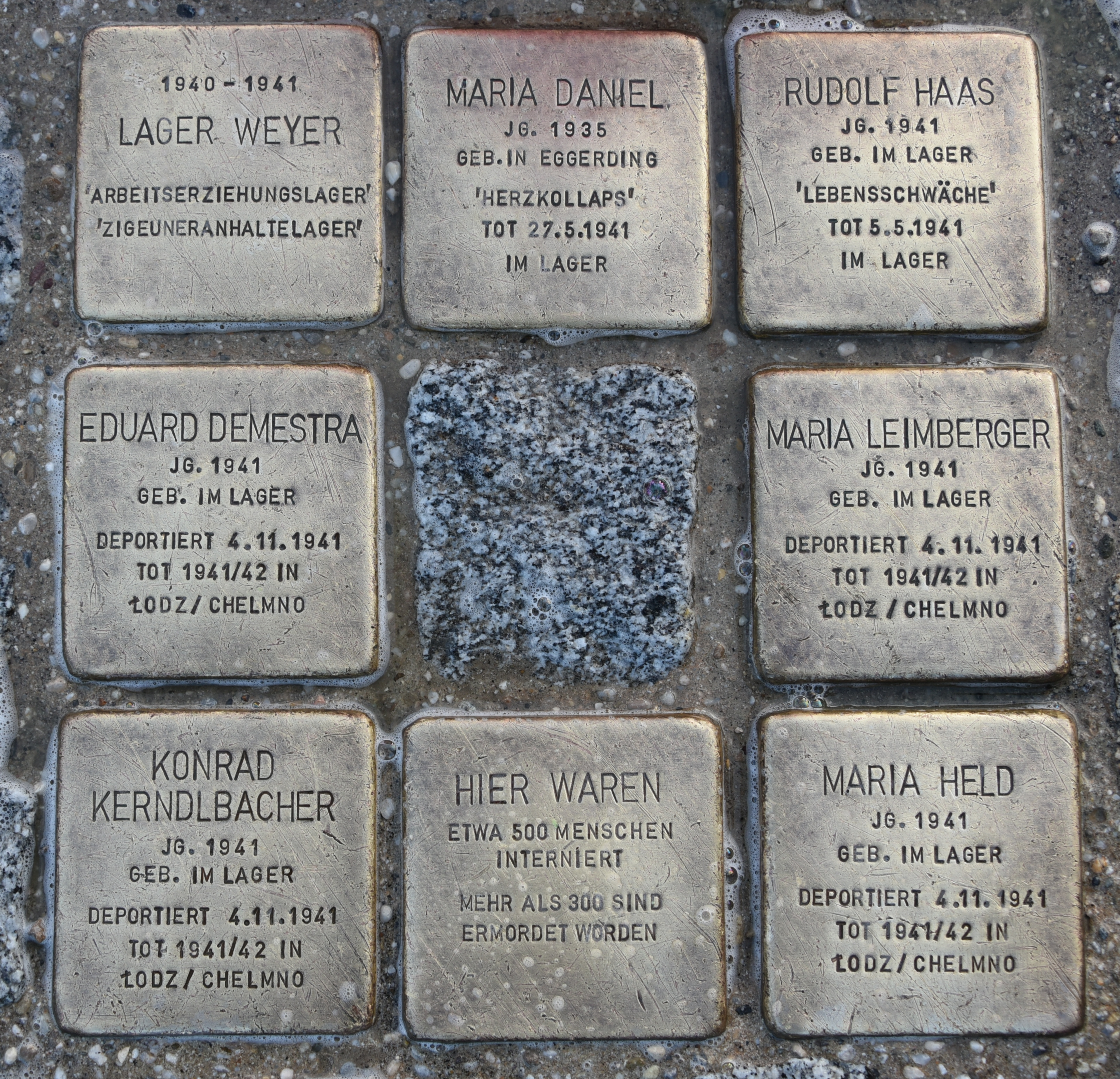
Oberösterreich 30 Stolpersteine
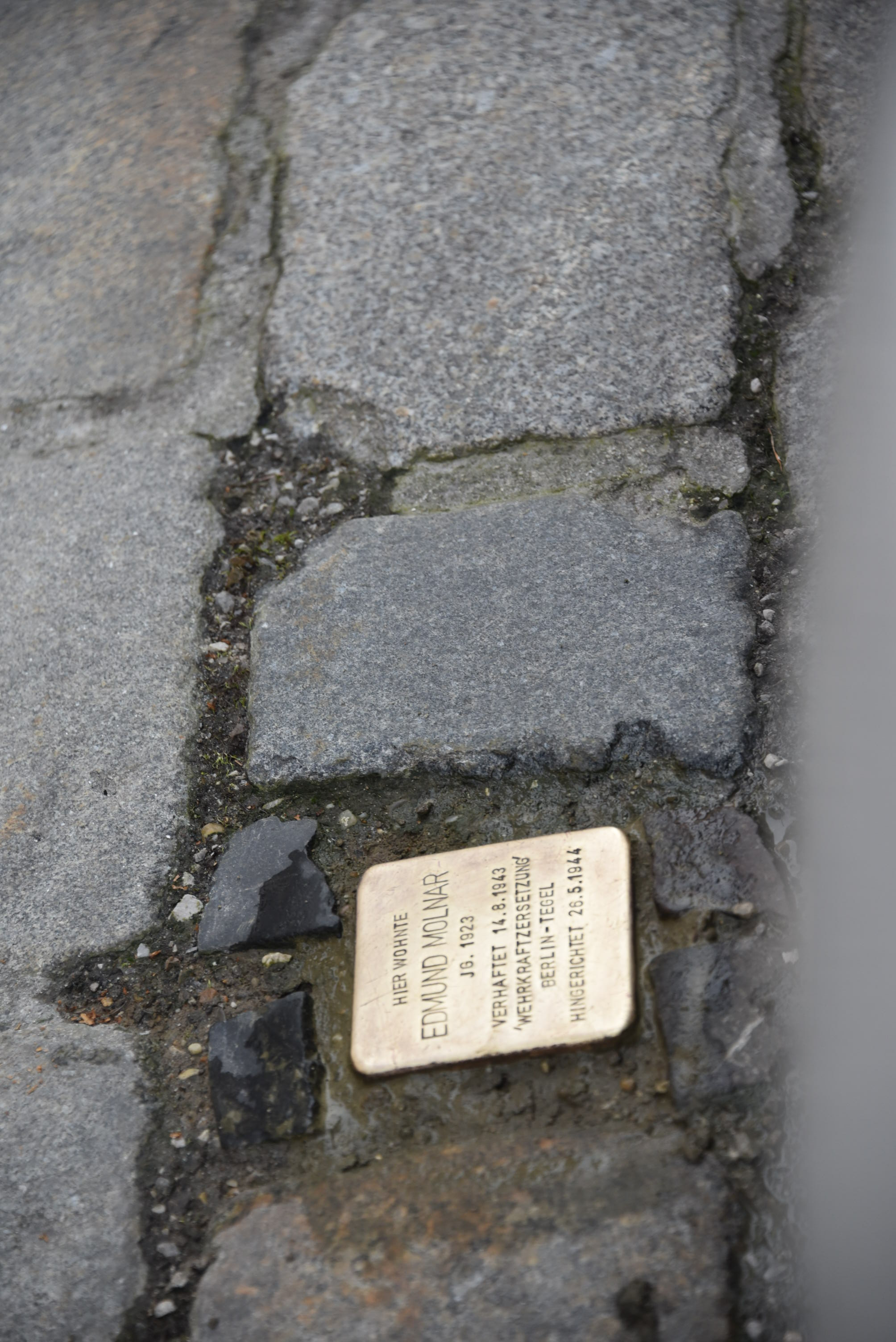
Salzburg 452 Stolpersteine
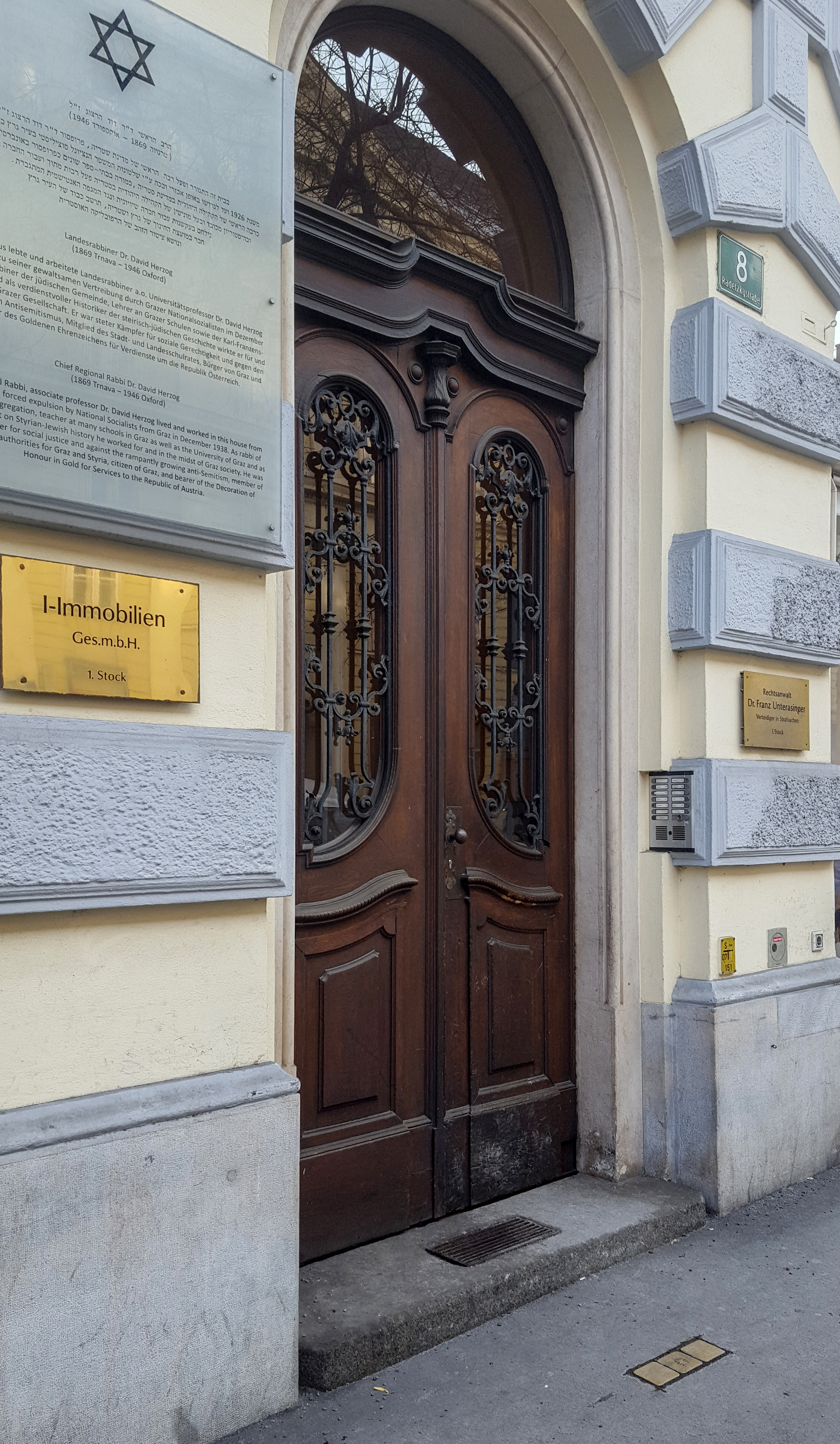
Steiermark mind. 100 Stolpersteine
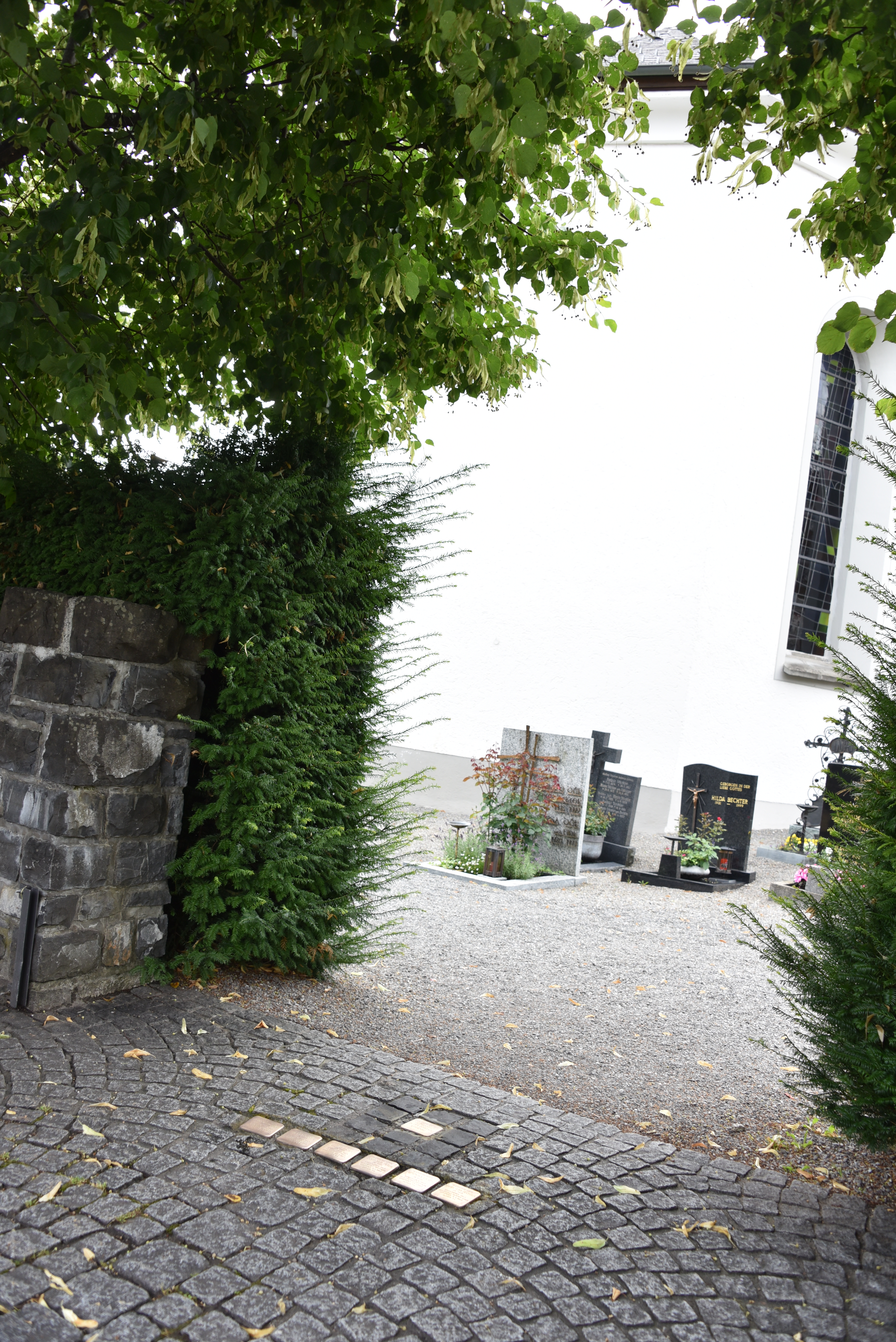
Vorarlberg 16 Stolpersteine
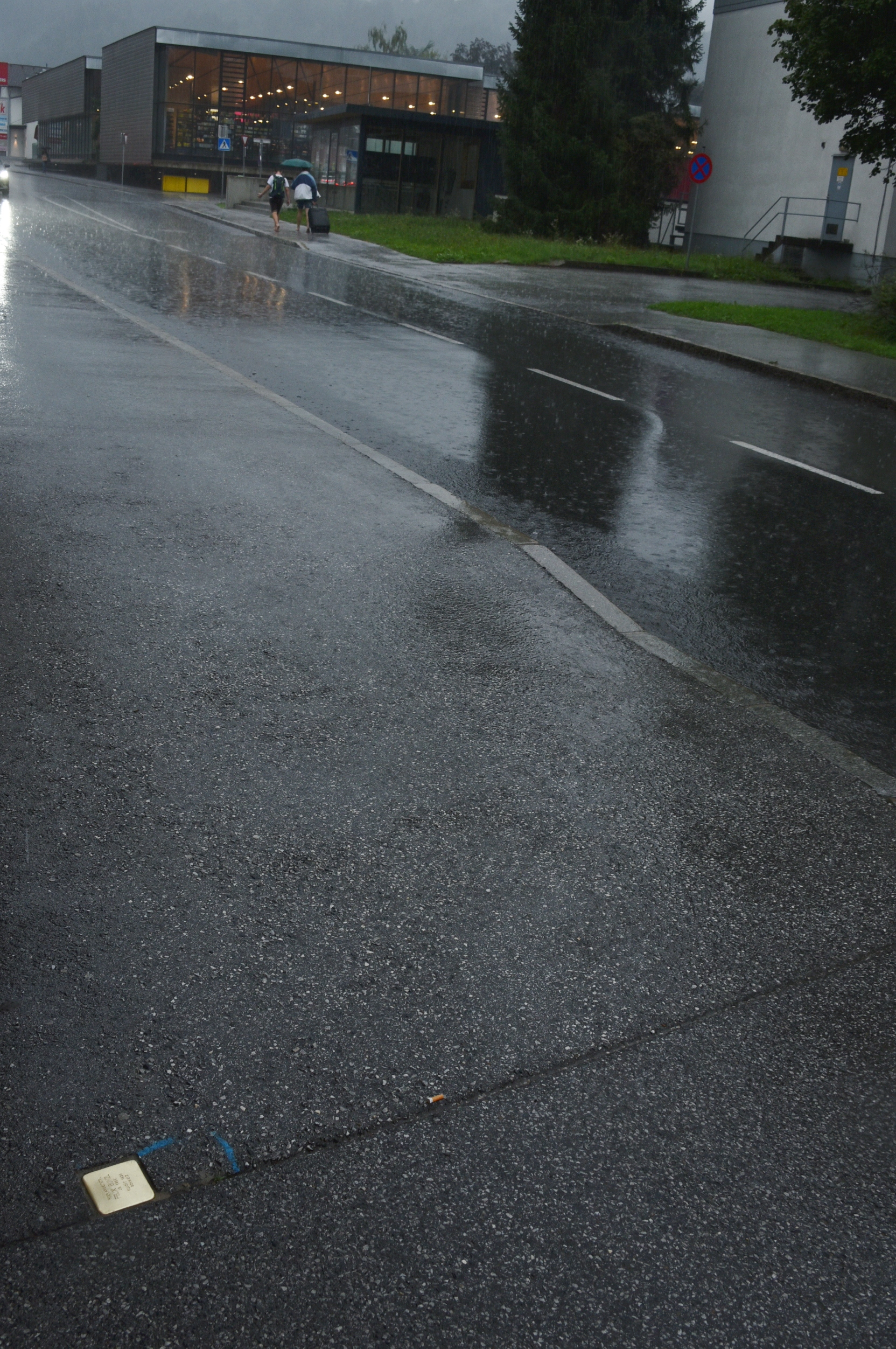
Tirol 8 Stolpersteine

In Wien wurden bislang keine Stolpersteine von Demnig verlegt, hingegen teilen sich die fünf Initiativen Steine der Erinnerung, Erinnern für die Zukunft, Steine des Gedenkens, Steine der Erinnerung Josefstadt und Steine der Erinnerung in Liesing die Aufgabe der Erinnerungsarbeit. Demnig selbst sieht die Wiener Steine der Erinnerung als Plagiat.
Im Bundesland Burgenland sowie in vier Wiener Gemeindebezirken (Simmering, Meidling, Hietzing und Donaustadt) sind bislang keine Verlegungen von Stolper- oder Gedenksteinen bekannt.

## Kärnten

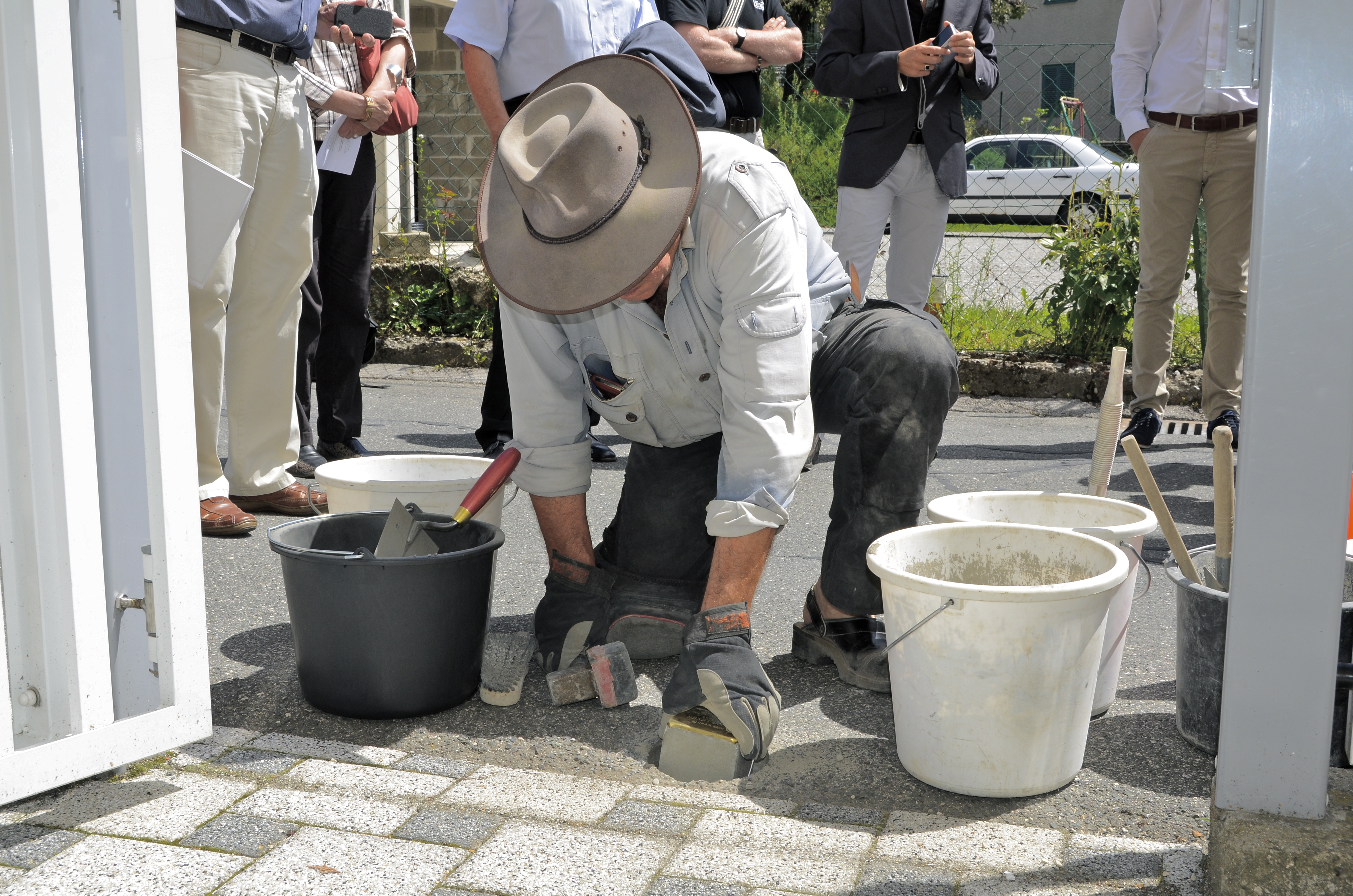
Demnig verlegt einen Stolperstein in Klagenfurt

Die Stolpersteine in Klagenfurt sind überwiegend Bürgern und Bürgerinnen gewidmet, denen von den Nationalsozialisten jüdische Herkunft zugeschrieben wurde, sowie Widerstandskämpfern sozialistischer und kommunistischer Provenienz. Darüber hinaus wurde auch ein Stein für eine psychiatrische Patientin verlegt, die in der Tötungsanstalt Hartheim ums Leben gebracht wurde. Für den einzigen gewürdigten Kärntner Slowenen, Anton Falle, wurden (am 4. Juli 2014) zwei Stolpersteine, einer in deutscher und einer in slowenischer Sprache, verlegt.
| Kärnten                  | Erstverlegung | Anzahl Stolpersteine | letzte Verlegung / Belege | Fotos | Liste |
| ------------------------ | ------------- | -------------------- | ------------------------- | ----- | ----- |
| Klagenfurt am Wörthersee | 25. März 2012 | 39                   | 5. Aug. 2018              |       |       |
| Wolfsberg                | 9. Nov. 2021  | 6                    | 9. Nov. 2021              |       |       |

## Oberösterreich
Die Verlegungen im Bezirk Braunau am Inn erfolgten aufgrund von Recherchen und Initiativen der Historiker Florian Schwanninger und Andreas Maislinger. Auffallend an der Verteilung der Opfergruppen ist im Fall Oberösterreichs, dass nur sieben der 31 verlegten Steine die größte Opfergruppe betreffen, Menschen jüdischen Glaubens oder Herkunft: drei jüdische Frauen aus Wels und vier Mitglieder der Familie Baumann in Aigen im Mühlkreis. Darüber hinaus wurden Opfer aus politischen Gründen, eine Reihe von ermordeten Roma und Sinti, eine Zeugin Jehovas und drei Vertreter des katholischen Widerstands gewürdigt, darunter der später seliggesprochene Franz Jägerstätter.
Einer der verlegten Steine – der einzige von St. Johann am Walde – ist aus ungeklärten Gründen zumindest seit August 2015 nicht auffindbar.
In der Landeshauptstadt Linz wurden keine Stolpersteine verlegt. Eine Jury entschied 2019 für Stele mit Klingelknöpfen.
| Oberösterreich       | Erstverlegung | Anzahl Stolpersteine | letzte Verlegung / Belege | Fotos | Liste |
| -------------------- | ------------- | -------------------- | ------------------------- | ----- | ----- |
| Aigen-Schlägl        | 21. Apr. 2013 | 4                    | 21. Apr. 2013             |       |       |
| Altheim              | 11. Aug. 2006 | 1                    | 11. Aug. 2006             |       |       |
| Braunau am Inn       | 11. Aug. 2006 | 4                    | 11. Aug. 2006             |       |       |
| Hackenbuch           | 11. Aug. 2006 | 1                    | 11. Aug. 2006             |       |       |
| Hochburg-Ach         | 11. Aug. 2006 | 1                    | 11. Aug. 2006             |       |       |
| Maria Schmolln       | 12. Aug. 2006 | 1                    | 12. Aug. 2006             |       |       |
| Steyr                | 24. Mai 2023  | 11                   | 24. Mai 2023              |       |       |
| St. Johann am Walde  | 12. Aug. 2006 | 1                    | 12. Aug. 2006             |       |       |
| St. Radegund         | 11. Aug. 2006 | 1                    | 11. Aug. 2006             |       |       |
| St. Veit im Innkreis | 12. Aug. 2006 | 1                    | 12. Aug. 2006             |       |       |
| Wels                 | 14. Aug. 2008 | 6                    | 14. Aug. 2008             |       |       |
| Weng im Innkreis     | 17. Juli 2010 | 1                    | 17. Juli 2010             |       |       |
| Weyer                | 2. Juli 2011  | 8                    | 2. Juli 2011              |       |       |

## Steiermark
In Graz betreibt der Verein für Gedenkkultur die Verlegung von Stolpersteinen durch Demnig. Der Verein wurde Ende 2012 von Sabine Maurer (Vorsitzende des Grazer Komitees für christlich-jüdische Zusammenarbeit) und Daniela Grabe (Gemeinderätin, Grüne) gegründet und betreibt eine Website, die die persönliche Geschichte der Betroffenen textlich und die Verlegungen fotografisch dokumentiert.
Die ersten Verlegungen erfolgten am 27. Juli 2013, weitere ebenfalls jeweils an einem Julitag der Folgejahre 2014 und 2015. Die Verlegungen erfolgen im Einvernehmen und in der Regel mit baulicher Vorbereitung durch den öffentlichen Straßenerhalter durch Öffnen des Straßenbelags, also Einschnitt oder Bohrung in Asphaltbeton oder einer Pflasterungsplatte oder Herausnahme kleinerer Pflasterungssteine. Für jede Person wird ein eigener Stein verlegt. Die Steine eines Elternpaars liegen in der Regel in Leserichtung nebeneinander, die von Kindern darunter. An einer Adresse wurden für 2 Familien mit insgesamt 8 Betroffenen die Steine entsprechend gruppiert. Die Leserichtung der Steine ist mal so, dass man als Leser zum Haus hingewandt steht oder in einer Gehrichtung des Gehsteigs.
Im Februar 2015 wurden an und neben mehreren der – kupferhaltigen – Messingplatten der Steine blaugrüne Verfärbungen festgestellt. Diese Farbe ist typisch für Kupferionen und -salze. Als Ursache wurde in den Medien chemischer Angriff durch Streusalz (Natriumchlorid, selten Calciumchlorid) und Säureangriff mit Vandalismus-Absicht diskutiert, die Polizei nahm Proben, reinigte und ermittelte.
| Steiermark                 | Erstverlegung | Anzahl Stolpersteine  | letzte Verlegung / Belege | Fotos | Liste |
| -------------------------- | ------------- | --------------------- | ------------------------- | ----- | ----- |
| Bruck an der Mur           | 14. Nov. 2022 | 4                     | 14. Nov. 2022             |       |       |
| Frohnleiten                | 21. Okt. 2020 | 10                    | 3. Juli 2022              |       |       |
| Graz                       | 27. Juli 2013 | 220 + Stolperschwelle | 22. Okt. 2020             |       |       |
| Kindberg                   | 8. Nov. 2021  | 2                     | 8. Nov. 2021              |       |       |
| Köflach                    | 3. Juli 2022  | 3                     | 7. Okt. 2023              |       |       |
| Leoben                     | 27. Nov. 2018 | 24                    | 21. Sep. 2023             |       |       |
| Ramsau am Dachstein        | 12. Nov. 2021 | 1                     | 12. Nov. 2021             |       |       |
| Sankt Ruprecht an der Raab | 8. Mai 2023   | 1                     | 14. Nov. 2022             |       |       |
| Schladming                 | 12. Nov. 2021 | 13                    | 4. Juli 2023              |       |       |
| Sinabelkirchen             | 1. Okt. 2023  | 2                     | 1. Okt. 2023              |       |       |

Ein Stein (für Josef Scharfstein, verlegt 2016) ist im Zuge einer Fernwärmeaufgrabung abhandengekommen und wurde am 27. Jänner 2017 nachverlegt. Gezählt als verlegt wird hier nur 1 Stein.
Für 3 Personen wurden je 2 Steine an unterschiedlichen Orten verlegt.
Für die erblindete Irene Ransburg wurden 2 Steine beim Odilien-Institut verlegt, einer davon in Blindenschrift, erstmals in Europa.
Ein Titelstein über 27 Steine für 27 Schüler der Oeverseeschule wurde verlegt.
Am 22. Oktober 2020 wurde eine Stolperschwelle erstmals in Österreich in Graz am Lager Liebenau verlegt.

### Schriftzug auf Gehsteigen
Ein anderes Kunstobjekt aus 2013, zum 75. Jahrestag der Novemberpogrome, vermittelt auf Gehsteigen in Graz ebenfalls nationalsozialistisch motivierte Gewalt, nämlich den Übergriff auf den Rabbiner David Herzog, der 1938 nachts als 70-Jähriger von jungen Männern aus der Wohnung geholt, zur brennenden Synagoge getrieben und dabei misshandelt wurde. Auf ebendiesem Weg entlang der Gehsteige von Radetzkystraße (Nr. 8) und -brücke, Grieskai, Rosenkranzgasse, Kleegasse, Brückenkopfgasse und Griesplatz (Nord) wurde von der Künstlerin Catrin Bolt ein Schriftband aus schwarzen Helvetica-Großbuchstaben mit 16 cm Höhe über 750 Meter Länge gemalt, das beim Entlanggehen – in Schreibrichtung – zum Mitlesen seines persönlichen Berichts einlädt. Flüssigeres Erfassen des Inhalts der Worte des Rabbiners wird durch Rollen auf Inline-Skates möglich; auch in diesem Fall ist es gut den Kopf etwas schräg nach links zu neigen. Da der Schriftzug eher nahe an Hauswänden oder den fahrbahnseitigen Gehsteigrändern liegt, unterliegt er weniger dem Abrieb durch die Schuhe der Gehenden und hat sich mehr als 2 Jahre überwiegend lesbar erhalten. 2015 wurde beschlossen, das temporär angelegte Projekt von Kunst im öffentlichen Raum, nicht durch Nachmalen aufzufrischen. Im Laufe der Jahre wurde die Farbe unter den Schuhen der Gehenden, besonders wenn im Winter harter, scharfkantiger Splitt gestreut darauf liegt abgewehrt. Ende 2018 fehlt die Schrift über weite Strecken mit kleinen Überbleibsel dazwischen. Nur am Grieskai ist 2021 noch eine längere Strecke lesbar.
Catrin Bolt erneuerte vom 17.–20. Oktober 2021 in Teamarbeit mit 3–4 Mitwirkenden den Lauftext in gleicher Form und Platzierung, wiederum mittels selbstklebender Schablone. Erstmals verwendete sie jedoch 2-K-Markierplastik, das – mit feinem Quarzsand gefüllt – in einer Schichtdicke von etwa 1 Millimeter aufgespachelt wurde.
Schon durch die größere Schichtdicke sollte die Schrift länger dem Abrieb widerstehen als die (1-K-)Farbe der Erstausgabe.
Weitere ähnliche Texte über Misshandlungen auf den Straßen in der Zeit des NS-Zeit schrieb Bolt 2014 (ab 23. September) und 2017 (Mai und Oktober) mit einer Gesamtlänge von 2000 Meter an 16 Stellen in Wien.

### Stolperschwelle
In Graz wurde am 22. Oktober 2020 die erste Stolperschwelle Österreichs beim Lager Liebenau, am linken Muruferweg auf Höhe des 2019 abgerissenen Puch-Stegs, aktuell Theyergasse, verlegt. Der Steg war die Verbindung des linksufrigen Zwangsarbeiterlagers Graz-Liebenau mit dem Puch-Werk das auch während des Zweiten Weltkriegs Motorräder und Fahrräder herstellte, die während des Kriegs weit überwiegend an den Staat abgegeben wurden.

## Tirol
In Tirol wurde erstmals am 20. September 2019 ein Stolperstein verlegt. Er erinnert in Zell am Ziller an den Hauptschuldirektor Hans Vogl, der am 30. Juni 1944 als Widerstandskämpfer hingerichtet wurde. Die Verlegungen eines von den Initiatoren vorgesehenen Stolpersteins für die Witwe Vogls wurde vom Gemeinderat mit den Stimmen der ÖVP- und FPÖ-Abgeordneten verhindert.

## Vorarlberg
Den Opfern der Kinder-Euthanasie und der Aktion T4, der gezielten Ermordung geistig oder körperlich behinderter Erwachsener durch das NS-Regime, gewidmet sind die sechs Stolpersteine, die 2011 in der Bregenzerwälder Gemeinde Lingenau verlegt wurden. Das Lebensalter der getöteten Opfer reichte von der noch nicht 8-jährigen Maria Rosa Bechter bis zur 82-jährigen Anna Brugger.
Die Blütezeit der jüdischen Gemeinde von Hohenems lag in der ersten Hälfte des 19. Jahrhunderts. An ihrem Höhepunkt zählt die Gemeinde 564 Menschen. Auf Grund der Dezemberverfassung 1867 kam es zu einer starken Abwanderung in benachbarte Städte und Orte und 1935 zählte die jüdische Gemeinde nur mehr 35 Mitglieder. Nach der Annexion Österreichs im Jahr 1938 kam es zu einer radikalen Enteignung aller Besitztümer, Grundstücke und Häuser von Menschen jüdischer Herkunft und zur physischen Vernichtung aller in Hohenems verbliebenen Juden und Jüdinnen. Daran erinnern seit 2014 neun Stolpersteine.
| Vorarlberg | Erstverlegung | Anzahl Stolpersteine | letzte Verlegung / Belege | Fotos | Liste |
| ---------- | ------------- | -------------------- | ------------------------- | ----- | ----- |
| Hohenems   | 30. Juni 2014 | 9                    | 30. Juni 2014             |       |       |
| Lingenau   | 10. Juli 2011 | 6                    | 10. Juli 2011             |       |       |

## Wien

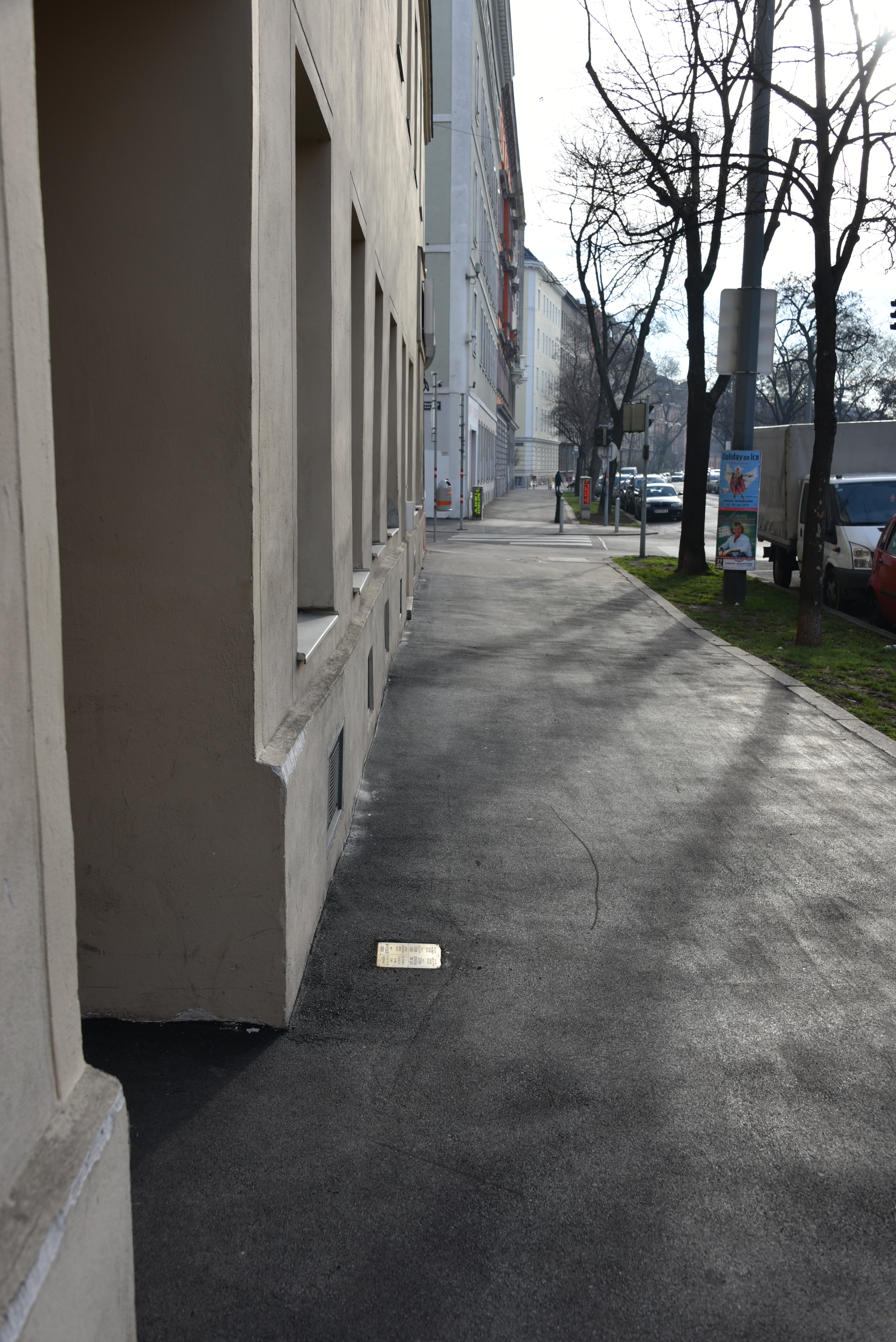
Erinnerungsstein in der Brigittenauer Lände

Alle fünf Initiativen für Wiener Erinnerungs- und Gedenksteine der Opfer des NS-Regimes beruhen zwar auf dem Konzept der Stolpersteine von Gunter Demnig, lehnen aber unisono den Begriff Stolpersteine ab. Initiator Kilian Franer dazu: „Wir haben in unserem Bezirk keine Stolpersteine. Wir legen vielmehr Wert darauf, dass niemand bei uns stolpert, weil wir unseren Bezirk barrierefrei gestalten wollen. Ich weiß schon, dass der Ausdruck metaphorisch gemeint ist, aber dennoch lehnen wir ihn ab.“ Die Wiener Steine heißen Steine des Gedenkens, Steine der Erinnerung oder Erinnern für die Zukunft, sie sind nicht nur im Trottoir angebracht, sondern in Einzelfällen – sofern die Genehmigung der Hausinhabung vorlag – auch als Wandtafeln an der Fassade.
Gunter Demnig im Jahr 2012: „Wien wollte, dass wir mit den Hausbesitzern verhandeln, was natürlich gar nicht geht. Auch in Wien gehört das Trottoir der Stadt. Eine Frau ist dann selbst initiativ geworden, hat mit der Bezirksvorsteherin vereinbart, dass Stolpersteine auf zentralen Plätzen verlegt werden. Da habe ich nicht mitgemacht. Es heißt nun ‚Straße der Erinnerung‘, aber das ist ein ganz anderes Konzept.“
Demnigs Äußerung, Wien sei die einzige österreichische Stadt, die seine Original-Stolpersteine ablehnte, ist zu hinterfragen. Tatsächlich existieren mehrere weitere österreichische Städte wie beispielsweise St. Pölten, Stockerau oder Pulkau, die eigene Formen von Erinnerungssteinen nach Wiener Vorbild verlegen. Demnig kritisierte ebenfalls, dass die Wiener Gedenksteine maschinell hergestellt würden, während seine eigenen Stolpersteine per Hand gefertigt seien. Für ihn widerspricht maschinelle Fertigung der Erinnerungskultur, die er mit seinem Projekt verbindet. Ein Nachweis für eine Nähe zur „Vernichtungsmaschinerie“, wie von ihm geäußert, liegt allerdings nicht vor und wird von anderen Seiten zurückgewiesen.
Die fünf Wiener Vereine, die Gedenksteine in Wien verlegen, sind:
- Erinnern für die Zukunft, Gedenksteine in Wien-Mariahilf
- Steine der Erinnerung, Gedenksteine in Wien-Leopoldstadt und in einer Reihe weiterer Wiener Gemeindebezirke
- Steine der Erinnerung in Liesing, Gedenksteine in Wien-Liesing
- Steine der Erinnerung Josefstadt, Gedenksteine in Wien-Josefstadt
- Steine des Gedenkens, Gedenksteine in Wien-Landstraße und in weiteren Wiener Gemeindebezirken

| Bezirk                    | B-Nr. | Erstverlegung | Anzahl Steine und Tafeln | Anzahl Opfer | letzte Verlegung / Beleg | Fotos | Liste |
| ------------------------- | ----- | ------------- | ------------------------ | ------------ | ------------------------ | ----- | ----- |
| Wien-Innere Stadt         | 1     | 2. Juli 2009  | 21                       | 56           | 13. Juni 2014            |       |       |
| Wien-Leopoldstadt         | 2     | ?             | 184                      | rund 1.140   | [ 25 ]                   |       |       |
| Wien-Landstraße           | 3     | 9. Nov. 2008  | 76                       | rund 1.200   | 18. Juni 2017            |       |       |
| Wien-Wieden               | 4     | 27. Apr. 2011 | 11                       | 24           | 5. Nov. 2015             |       |       |
| Wien-Margareten           | 5     | 24. Apr. 2011 | 3                        | 9            | 29. Apr. 2013            |       |       |
| Wien-Mariahilf            | 6     | ?             | rund 700                 |              | [ 27 ]                   |       |       |
| Wien-Neubau               | 7     | 30. Okt. 2009 | 11                       | 26           | 3. Juni 2014             |       |       |
| Wien-Josefstadt           | 8     | ?             | 29                       |              | [ 28 ]                   |       |       |
| Wien-Alsergrund           | 9     | 4. Mai 2008   | 44                       | 137          | 21. Sep. 2014            |       |       |
| Wien-Favoriten            | 10    | 8. Mai 2009   | 10                       | 25           | 20. Mai 2014             |       |       |
| Wien-Meidling             | 12    | Sep. 2020     | 2                        | 7            | Sep. 2020                |       |       |
| Wien-Hietzing             | 13    | 18. Okt. 2020 | 1                        | 2            | 18. Okt. 2020            |       |       |
| Wien-Penzing              | 14    | 3. Juni 2011  | 1                        | 3            | 3. Juni 2011             |       |       |
| Wien-Rudolfsheim-Fünfhaus | 15    | 11. Okt. 2010 | 4                        | 12           | 24. Apr. 2014            |       |       |
| Wien-Ottakring            | 16    | 7. Mai 2008   | 1                        | 2            | 7. Mai 2008              |       |       |
| Wien-Hernals              | 17    | 12. Okt. 2012 | 3                        | 24           | 12. Okt. 2012            |       |       |
| Wien-Währing              | 18    | 4. Mai 2011   | 7                        | 16           | 25. Apr. 2013            |       |       |
| Wien-Döbling              | 19    | Sep. 2009     | 5                        | 12           | 12. Sep. 2014            |       |       |
| Wien-Brigittenau          | 20    | 28. Okt. 2008 | 47                       |              | 24. Okt. 2014            |       |       |
| Wien-Floridsdorf          | 21    | 17. Mai 2014  | 2                        | 3            | 17. Mai 2014             |       |       |
| Wien-Donaustadt           | 22    | Sep. 2020     | 2                        | 9            | Sep. 2020                |       |       |
| Wien-Liesing              | 23    | 9. Nov. 2013  | 42                       | 69           | 19. Nov. 2017            |       |       |

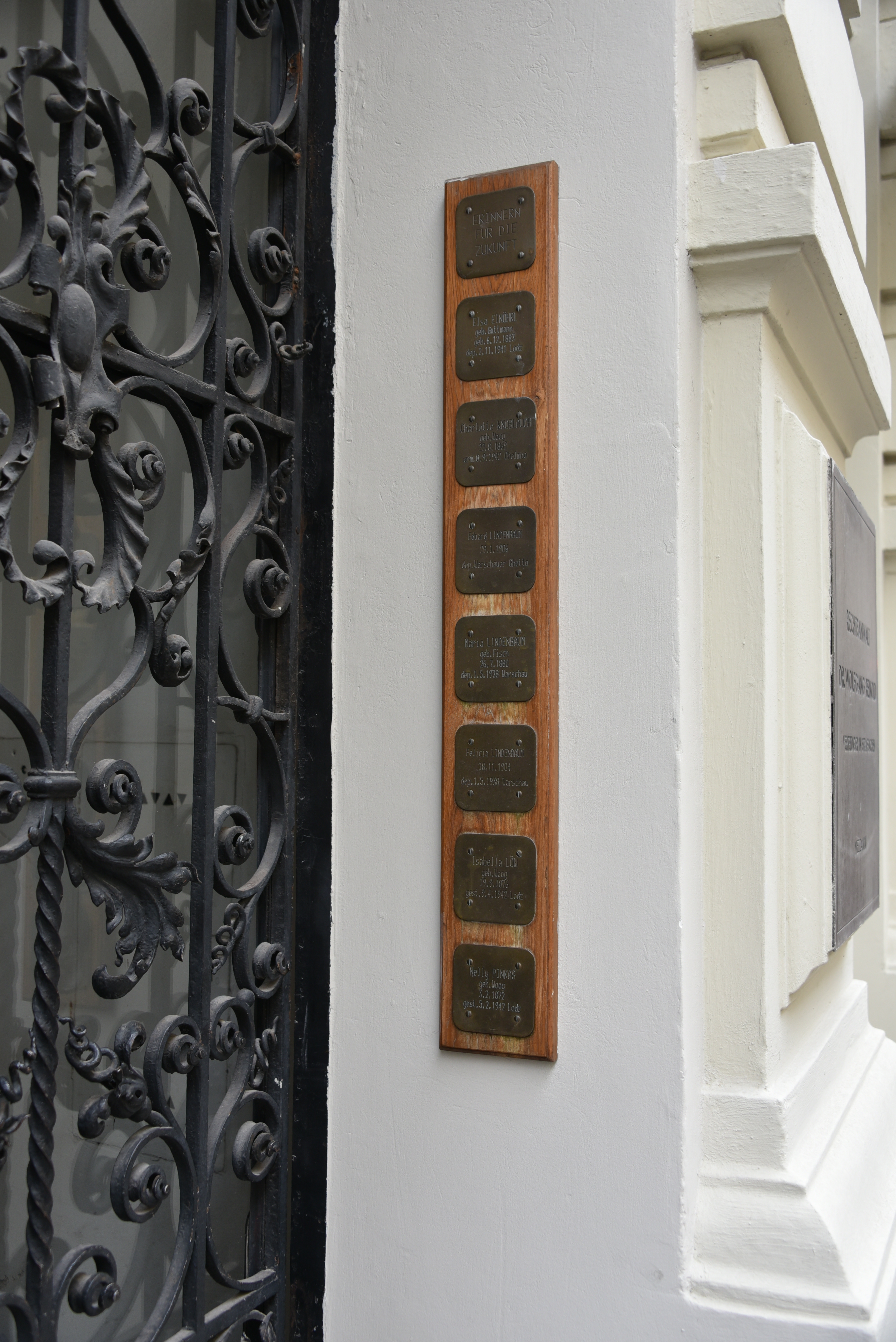
Wandtafel in der Köstlergasse 11

Im 11. Wiener Gemeindebezirk Simmering wurden bislang keine Erinnerungs- oder Gedenksteine verlegt.